# Parathyma euryleuca
Parathyma euryleuca är en fjärilsart som beskrevs av Hagen 1902. Parathyma euryleuca ingår i släktet Parathyma och familjen praktfjärilar. Inga underarter finns listade i Catalogue of Life.